# 오라 머신 목록
 오라 머신은 애니메이션 '성전사 단바인' 및 관련 작품에 등장하는 오라 배틀러를 비롯한 가공의 병기 및 무기를 의미한다. 
오라 머신은 그 형상 및 용도 등에 따라, 오라 배틀러, 오라 쉽, 윙 캘리버등의 하위 구분으로 분류된다. 단, 역사상 첫 오라 머신인 픽시는 따로 분류가 없고, 그냥 오라 머신이라고 불린다. 
첫 출현이 애니메이션 '성전사 단바인'이 아닌 것은 그 출전을 괄호 안에 기록했다. 
- 토미노 요시유키 저 소설 '오라 배틀러 전기'
- 이즈부치 유타카 저 잡지 연재 '이즈부치 유타카 메커니컬 장난감 상자' (코단샤 발행 잡지 '코믹 봉봉'에 연재)
- 이즈부치 유타카 저 잡지 연재 'AURA FHANTASM' (반다이 발행 잡지 'B-CLUB'에 연재)
- 이즈부치 유타카 저 잡지 연재 '신 AURA FHANTASM' (미디어 웍스 발행 잡지'전격 하비 매거진'에 연재)
- 애니메이션 '성전사 단바인 새로운 이야기' (성전사 단바인'의 총집편으로서 전 3권으로 발매된 비디오에 수록)
- 키누타니 유의 만화 '성전사 단바인 이전 엑자일 사가' (반다이 발행 잡지 '사이버코믹스'에 연재)
- 플레이스테이션 게임 '성전사 단바인 성전사 전설'
- 하세가와 유이치의 만화 '사냥하는 날' (후타바샤 발행 서적 '수퍼 로봇 코믹 성전사 단바인 편' 수록)
- 후지하라 마사아키의 만화 '해골 갑옷' (후타바샤 발행 서적 '수퍼 로봇 코믹 성전사 단바인 편' 수록)
- 藤井昌浩의 만화 '쇼트 추격' (후타바샤 발행 서적 '수퍼 로봇 코믹 성전사 단바인 편' 수록)
- 넷 배급 애니메이션 '린의 날개' (2005년 12월부터 반다이 채널에서 배급)

## 보행 기계

### (협의의) 오라 머신
여기로 분류되는 것은 승용 이족 보행 기계인 픽시뿐. 
- 픽시 (ピグシー, Pigsey)

지상인인쇼트 웨폰이 만들어 낸바이스톤 웰 사상 첫 '생체 기계 = 오라 머신'이다. 보통 때는 다리 3개로 걷지만, 고속 주행 시에는 두 다리로 달린다. 주로 이동 수단이나 물자의 운송에 이용되지만, 장갑을 추가하여 전투에 이용되는 경우도 있다.

### 오라 판쩌
잡지연재 'AURA FHANTASM'에 등장. 픽시의 발전형으로, 인원이나 오라 배틀러의 운반을 위해서 만들어진, 딱정벌레 모양, 혹은 거북이 모양의 다각전차. 다족 기병이라고도 불린다. 일찌감치 윙 캘리버나 오라 쉽으로 대체되었다. 
- 스카라베 (잡지연재 'AURA FHANTASM')
- 자라탄 (잡지연재 'AURA FHANTASM')
- 아케론 (잡지연재 'AURA FHANTASM')

## 항공기

### 글라이 윙
픽시 다음으로 개발된 소형 글라이더 같은 머신. 사람이 서서 타고, 공중을 비행한다. (엄밀히는 비행이 아니라 활공이라 항공기라고 하기 어렵다. 그 때문에, 최초의 비행형 오라 머신은 나중에 설명할 '들로'가 된다.) 이동 수단으로 이용되는 외에 정찰이나 전령으로도 사용되었다. 또한, 본체 자체에는 무장이 없지만, 탑승자가 라이플 등의 화기류를 가지고 전투를 행하는 것도 가능하다. 비상 시의 탈출용으로 오라 배틀러나 윙 캘리버에 탑재되어 있는 경우도 있다.
- 뮤 (ミュー, Mue)

코몬 사이에 널리 퍼져 있는 일반적인 글라이 윙. 주익은 접는 식으로 사용 시에 좌우로 펼친다. 조종장치 같은 것은 없고, 기체에 파일럿이 붙잡을 수 있는 파이프 받침대가 있을 뿐. 기체 제어는 체중 이동으로 행한다.
- 슈트 (シュット, Schut)

주로 기븐 가가 사용하는 글라이 윙. 주익은 윙릿이 붙어 있는 가변익으로 동체 밑으로 90° 회전시켜서 접을 수 있다. 기수에는 수상 바이크 식의 조종 콘솔이 붙어 있다. 뮤보다 성능은 높지만 구조가 복잡해서 고가.

### 오라 밤
첫 전투용 오라 머신. 해파리 모양 혹은 불가사리 모양으로, 공중을 부유해 폭격이나 공중전을 한다. 
- 들로
- 그난
- 탕기
- 도메 (소설 '오라 배틀러 전기')
  - 도메로 (소설 '오라 배틀러 전기')
  - 도프오 (소설 '오라 배틀러 전기')

### 오라 플레인
소설 '오라 배틀러 전기'에 등장. 오라 배틀러를 생산할 수 없는 미 나라가 개발한 단순한 항공기. 
- 플래터러 (소설 '오라 배틀러 전기')

### 윙 캘리버
오라 배틀러 운반을 위해서 만들어진, 벌 모양, 파리 모양, 혹은 잠자리 모양의 전투기. 단독 전투 성능은 높지 않고, 공격 지원보다는 주로 오라 배틀러와 도킹해서 장거리 이동 지원기로서 이용한다.
- 바라우
- 즐론
- 포우
- 지무르그

게임 '성전사 단바인 성전사 전설'에 등장하는, 리 나라가 독자 개발한 윙 캘리버.
바라우처럼, 걸터 앉아 타는 방식이지만 기체가 대형이기 때문에, 후기의 대형 오라 ㅂ ㅐ틀러도 안정적으로 탑재 가능.
기체는 방아깨비를 옆으로 늘린 것 같은 모양이다. 즐론과 마찬가지로 대형 고정익을 가졌고, 날개 전체가 오라 노즐로 되어 있다. 복좌식이라고 추측되나 상세한 것은 불명 (게임 시스템 상, 복좌 이상이라도 메인 파일럿 밖에 표시되지 않음).
무장은 좌우 날개 끝에 미사일 3발씩, 합계 6발. 동체 상면에 오라 벌컨 2문도 탐재되어 있는 모양.
게임 데이터 상으로는 포우와 비슷하거나 그 이상의 성능을 가진다. 색깔은 에머랄드 그린.

### 오라 파이터
오라 배틀러의 격투 능력과 윙 캘리버의 기동력을 겸비하도록 설계된 새로운 타입의 오라 머신. 크기는 오라 쉽의 3분의 1정도. 
- 갈라바
- 그리핀 (잡지 연재 'AURA FHANTASM')

### 오라 바머
오라 파이터의 발전형으로, 오라 배틀러의 격투 능력과 윙 캘리버의 기동력, 그리고 오라 밤의 화력을 겸비하도록 설계된 대형 기동 병기. 크기는 오라 쉽보다 약간 작은 정도. 
- 부부리이

즈워쓰의 완성에 의해, 오라 배틀러의 한계를 느낀 쇼트 웨폰이 개발한 차세대형 오라 머신. 지상 부상 후에 겨우 1대만 제작되었다 (다만, 직접 제작을 담당한 것은 당시 비쇼트 해터 아래에 몸을 의탁하고 있던 제트 라이트로, 배치도 드레이크 군이 아닌 비쇼트 군의 게어 가링에 되었다).
대형 기체이면서도 윙 캘리버 급의 고속 성능과 강력한 화기를 겸비하고, 갈라바와 마찬가지로 공중전에서는 오라 배틀러를 압도하는 성능을 발휘한다. 클로 암을 이용해 적기를 잡고 휘두른다든지, 또는 움켜쥔 상태에서 내장된 플레임 밤을 영거리 사격하는 독특한 전법을 구사해서 반 드레이크 진영을 괴롭혔다. 또한, '오라 바머'라고 불리는 카테고리에 분류되는 것은 이 기종 1가지 뿐이다.
주요 탑승자는 흑기사, 제트 라이트, 뮤지 포로, 이들 메인 파일럿 외에 조종 보조나 화기 관제 시스템의 복잡성 때문에 보조 조종사 3명을 포함해 합계 4명의 승무원이 필요하다 (이것에 의해서도, 이 기체의 컨셉트에 오라 밤이나 오라 십의 개념이 포함되어 있는 것을 알 수 있다).
기본 기체 색은 노랑 기가 있는 크림 색. 나중에 뮤지가 탑승할 때는 암청색으로 칠했다.
무장은 대구경 오라 캐넌 1문과 대형 플레임 밤 2문을 기수에 고정 장비. 기체 상부에 회전식 2연장 기관포탑이 1기. 오라 컨버터 부분에 오라 벌컨 4문과 5연장 미사일 런쳐 2기. 기체 하부에 소이부이 (지상제)를 투하 가능한 폭탄창을 가진다. 근접전에도 소홀하지 않아서, 오라 배틀러조차도 움켜쥘 수 있는 사출식 대형 클로 암 (중앙에 지상 폭격용 플레임 밤 1문을 내장)을 2기 장비했다.

## 인간형 기계

### 오라 배틀러
오라 배틀러는 오라 밤 다음으로 개발된, 인간형 전투 로봇. 거인기사라고도 불리는 오라 머신의 대표적 존재다. 한편, 빌바인은 윙 캘리버 형태로 변형해서 단독으로 장거리 항행이 가능. 
- 게도
  - 시제형 단바인 (플레이스테이션 '성전사 단바인 성전사 전설')
  - 서바인 (잡지 연재 'AURA FHANTASM')
  - 엑자일 (만화 '성전사 단바인 이전 엑자일 사가')
  - 티타니아(잡지 연재 '신 AURA FHANTASM')
  - 카토그라I (소설 '오라 배틀러 전기')
- 다나 오시
  - 러나운 시 (잡지 연재 'AURA FHANTASM')
  - 라겟사I, 라겟사II (소설 '오라 배틀러 전기')
- 드라믈로
  - 가드람 (잡지 연재' AURA FHANTASM')
  - 마사라그 (잡지 연재'AURA FHANTASM')
  - 가슈 (잡지 연재 'AURA FHANTASM')
  - 가시므 (잡지 연재 '신 AURA FHANTASM')
  - 보르발 (만화 '쇼트 추격')
- 보존
  - 가타 (잡지 연재 'AURA FHANTASM')
  - 도우미로크 (소설 '오라 배틀러 전기')
- 단바인
  - 개량형 단바인 (플레이스테이션 '성전사 단바인 성전사 전설')
  - 브라우니 (잡지 연재 'AURA FHANTASM')
  - 카토그라II (소설 '오라 배틀러 전기')
- 비란비
  - 기토르 (잡지 연재 'AURA FHANTASM')
  - 브라우니II (잡지 연재'AURA FHANTASM')
  - 다곤 (잡지 연재 '신 AURA FHANTASM')
  - 하인가트 (소설 '오라 배틀러 전기')
- 바스톨
- 레프러칸
  - 보글 (잡지 연재 '이즈부치 유타카 메커니컬 장난감 상자')
  - 가베트겡거 (소설 '오라 배틀러 전기')
- 비어레스
  - 비아레스 최종 생산형 (잡지 연재 'AURA FHANTASM')
  - 가고일 (잡지 연재 'AURA FHANTASM')
  - 가우베드 (소설 '오라 배틀러 전기')
- 보츈
  - 보튠 (잡지 연재 'AURA FHANTASM')
  - 디네 시 (잡지 연재 'AURA FHANTASM')
- 빌바인
  - 젤바인 (플레이스테이션 '성전사 단바인 성전사 전설')
  - 발바인 (플레이스테이션 '성전사 단바인 성전사 전설' (본편 미등장))
  - 스컬바인 (만화 '해골 갑옷')
  - 벨빈 (잡지 연재 'AURA FHANTASM')
  - 카토그라III (소설 '오라 배틀러 전기')
- 라이네크
- 즈와쓰
  - 즈워쓰 (잡지 연재 'AURA FHANTASM')
  - 즈와우쓰 (OVA'성전사 단바인')
  - 디모슈, 가르간츄아 (소설 '오라 배틀러 전기')
- 임페리움 (카도카와 쇼텐의 잡지 '월간 뉴타입' 특집 일러스트)
- 스컬마 (잡지 연재 'AURA FHANTASM')
- 라바나 (잡지 연재 'AURA FHANTASM')
- 알담 (플레이스테이션 '성전사 단바인 성전사 전설')

플레이 스테이션 판 '성전사 단바인 성전사 전설'에 등장하는 오리지널 오라 배틀러.
다나 오시와 거의 비슷한 시기에, 리 나라가 독자적으로 개발한 양산형 오라 배틀러로, 아 나라의 '게도'를 베이스로 개발되었다.
파워와 스피드의 밸런스를 잘 잡았고, 기본 무장은 외날 도 외에, 왼손에 4연장 미사일 란쳐를 장비하고 있어, 게도는 물론 기븐가가 개발한 오라 배틀러 '다나 오시'와 비교해도 높은 성능을 얻는 것에 성공했다.
리 나라의 주력으로서 토룰 성의 기계의 관에서 양산되어, 리의 기사단이 비룡에서 기계화 부대로 전환하게 만든 기체로, 오라 배틀러 동란에서 중립을 지킨 리 군을 지탱하였다.
게임 제1장 마지막에 '우리 나라도 오라 머신을 개발합시다'를 선택하면 기계의 관에서 개발하는 것이 가능해진다.
게도가 베이스라고 하지만 외형이나 무장 형태로는 다나 오시 계열인 것으로 보이고, 앞으로 뻗은 머리나 컨버터의 형상은 보존과, 색깔이나 미사일 런쳐는 다나 오시와 닮았다. 팔 부분의 3가닥의 클로 모양이지만 드라믈로 같은 UFO 캐쳐 모양이 아니고, 손가락 끝이 그대로 휘워져서 칼날이 되어 있는 독자적인 형상이다.
이처럼 디자인 상의 유사성이 발견되지만 리 나라가 기븐 가로부터 다나 오시를 공여받거나 매입했다고 보기는 어렵고, 게임 상에서는 기븐 가의 비밀 공장이 리 나라 영토 안에도 있는 것으로 보아, 이 비밀 공장 중 하나를 탈취하면서 기술을 얻었을 것으로 추측된다.
디자인 담당은 이즈부치 유타카.
- 카발 우슈타 (플레이스테이션' 성전사 단바인 성전사 전설' (본편 미등장))
- 조니미카 (만화 '사냥하는 날')
- 판게아 (소설 '오라 배틀러 전기' 문고판 일러스트)
- 오우카오[櫻花王] (애니메이션 '린의 날개')
- 나나진[七福神] (애니메이션 '린의 날개')
- 기므 게넨 (애니메이션 '린의 날개')
- 라이덴 (애니메이션 '린의 날개')
- 신덴 (애니메이션 '린의 날개')
- 쇼우키 (애니메이션 '린의 날개')

### 오라 아머
잡지연재 'AURA FHANTASM'에 등장. 몸을 감싸는 갑주이며, 소위 파워드 수트와 같은 것. 오라 배틀러의 간이판 같은 존재로, 기동갑주라고도 불린다. 따로 고유 명칭은 존재하지 않는다.

## 함선

### 오라 쉽
오라 배틀러나 윙 캘리버를 수용하는 공중 전투함. 전장 50m정도. 각국의 국왕이나 지방영주가 소유하고 있다. 
- 남원 형 (ナムワン型, Numwon)

쇼트 웨폰이 최초로 제작한 오라 쉽. 오라 머신 개발에 필요한 자금 조달을 위해서 15척정도가 생산되어, 각국, 각지방 영주에게 매각 또는 헌상되었다. 그 때문에 반 드레이크 진영의 주력 오라 쉽으로도 쓰이고 있지만, 성능 면에서는 이미 구식화되어있다.
자매함으로, 미 나라의 '남원1' '남원2', 아 나라의 '프라온' 등이 있다.
함내 격납고에 오라 배틀러를 최대 6기 수용 가능하고, 쿠 나라에 넘겨진 함은 다시 3기의 오라 배틀러를 함수부 갑판에 노천 계류, 전력 향상에 힘쓰고 있었다.
- 젤러나 (ゼラーナ, Zelerna)

기븐 가가 소유한 오라 쉽으로, 남원 형을 타입 쉽으로 해서 기동성을 더하는 것을 염두에 두어 건조되었다. 오라 쉽으로서는 표준 사이즈이지만, 더 대형인 불 베거 형에 필적하는 전투력을 가진다. 자매함은 존재하지 않는다. 기븐 가 령을 드레이크에 빼앗긴 후는 기븐 가의 근거지가 되고, 성전사 쇼 자마와 함께 반 드레이크 진영의 기함적인 존재가 된다.
전장이 지상으로 옮겨지고 나서는 유격대 같은 위치를 부여받고 세계 각지를 전전했지만, 기습 전법을 쇼트 웨폰게 간파되어, 반격당해서 격침.
- 그리므리 형 (グリムリー型, Grimmrie)

라우 나라와 나 나라가 공동 개발한 신형 오라 쉽. 극중에서는 순양전함으로 호칭되고 있었지만, 함 자체의 전투력보다도 오라 배틀러의 탑재수로 승부하는 소위 항공 모함적인 성격의 오라 쉽이다. 선체구조는 기타 급보다 취약해서, 선체 중앙부에 맞은 불과 한번의 적탄에 의해 선체가 딱 절반으로 꺾여버리는 일도 있었다. 남원 형의 뒤를 잇는 라우 나라, 나 나라의 주력 오라 쉽.
- 불 베거 형 (ブル・ベガー型, Bull-Beggar)

남원 형 다음에 개발된 오라 쉽으로, 전장은 100메트 이상으로, 남원 형보다 두 단계 이상 대형이다. 드레이크 군, 쿠 나라의 주력 오라 쉽.
육전 요원이나 오라 배틀러를 운반하기 위한, 소위 '전장 택시'로서의 면이 강했던 예전 오라 쉽에 비해, 선체를 대형화해서 큰 위력을 가지는 오라 샷을 선체 하부에 장비하는 것으로 함 자체의 전투력을 향상시키는 것에 성공했다. 그러나, 이런 일련의 강화책은 선체 중량의 현저한 증가를 초래하고, 기동력에서는 남원 형에 뒤지게 되어버렸다.
오라 배틀러 4기, 윙 캘리버 2기를 수용 가능하고, 선체 후방의 갑판 위로도 몇 기의 오라 배틀러를 노천 계류할 수 있다.
- 제이스 (소설 '오라 배틀러 전기')
  - 미제나 (소설 '오라 배틀러 전기')
  - 제이에가 (소설 '오라 배틀러 전기')
  - 제이조스, 제이기스, 제이에라, 제미가르, 제미에가, 제바스 (소설 '오라 배틀러 전기')
- 규이스 (소설 '오라 배틀러 전기')
- 나므원 (소설 '오라 배틀러 전기')
- 나게만 (소설 '오라 배틀러 전기')
  - 프안도우 (소설 '오라 배틀러 전기')
- 한라우고 (소설 '오라 배틀러 전기')
- 메라가라우 (소설 '오라 배틀러 전기')
- 그타므, 헤그타므 (소설 '오라 배틀러 전기')

### 오라 크루저
여기로 분류되는 것은 스프리건 뿐이다. 
- 스프리건 (スプリガン, Spriggan)

쇼트 웨폰의 전용 오라 쉽. 크기로는 불 베거 형과 큰 차이가 없지만, 정면에 투사할 수 있는 화력에서는 뒤진다.
함교 내부의 의장이나 이야기 종반에서 젤러나를 격침했을 때의 화선의 집중도로부터, 함의 운용에는 지상계에서 말하는 컴퓨터 제어가 많이 수용되어 있다고 추측된다. 또, 고속항행 중에 함의 자세를 변경하지 않고 급격한 편이 비행을 할 수 있거나, 180도 회전에 요하는 시간이 불과 몇 초인 점 등, 지금까지의 오라 쉽에서 볼 수 없는 운동 성능과 윙 캘리버와 같은 정도의 속도성능을 겸비하는 여러 가지 의미로 종래의 오라 쉽의 개념을 근본부터 뒤집어 엎을 정도의 우수함을 가진다.
라우 나라 침공시에는 의장 중이었기 때문에 바이스톤 웰에서의 실전참가 기회는 없었지만, 완성 직후에 전장이 지상계로 옮겨지면서, 드레이크의 지휘를 벗어나서 독자적인 행동을 취하기 시작한 쇼트의 부대의 거점이 되었다.

### 오라 배틀 쉽
'성전사 단바인'의 이야기 중반에 잇따라 등장한 초 대형 공중전함을 가리킨다. 전장 몇 백m ~ 1km 미만 (작품에 따라 다르다. '성전사 단바인'에 등장한 것은 특히나 대형이어서, 공중요새 바로 그것의 위용을 자랑했다). 유력 국가가 각각 국력을 결집해서 건조한 것으로, 다수의 오라 머신을 수용하는 것이 가능. 오라 배틀 쉽의 등장으로 상징되는 전란의 확대는 페라리오의 대표 쟈코바 아온의 분노를 초래하고, 모든 오라 머신을 지상에 떠오르게 만들게 된다. 

#### '성전사 단바인'의 오라 배틀 쉽
오라 머신의 발달에 따라, 비행 가능한 머신의 크기도 점차로 대형화해 갔지만, 오라 쉽 정도에서 기존 기술의 한계에 도달했다. 이 기술 한계를 돌파한 발명이 유사 오라 발생기로, 이것을 탑재하는 것에 의해 사람의 힘을 거치지 않고 오라력을 발생하게 하는 것이 가능해진 것이다. 이후 유력 각국에 있어서, 각 나라의 기함이 될 초 대형 전함, 오라 배틀 쉽이 건조되어, 바이스톤 웰의 전란은 일거에 그 규모를 확대하게 된다. 
- 윌 윕스 (ウィル・ウィプス, Will-Wips)

최초로 등장한 오라 배틀 쉽으로, 그런 만큼 팬의 인기도 높다. 적갈색, 거대한 가로로 긴 선체는 기존의 전함 개념을 크게 깨뜨리고, 정말로 공중전함의 위용을 빚어 내는 것에 성공했다. 화력, 오라 머신 탑재량 등, 각각의 성능에서는 한 걸음 양보하지만 종합 성능의 밸런스가 좋아서 첫 번째인데도 불구하고 최강인 오라 배틀 쉽이라는 의견이 많다.
- 고라온 (ゴラオン, Goraon)

윌 윕스 건조 소식을 접한 라우 국왕 포이존의 명에 의해 건조된 오라 배틀 쉽. 암녹색에 중후한 모양을 가진 전함으로, 함수에 장비한 모든 화포를 상회하는 위력의 오라 노바 포나 4문의 대 구경 주포 등 강력한 무장과, 4함 중 최고인 순항속도를 자랑해, 단함으로서의 전투력에서는 최강을 자랑한다. 라우 - 나 연합군의 전력의 중핵을 이루었다. 엘레가 사망한 직후, 게어 가링에 자살공격을 해서 서로 죽이는 장렬한 최후를 마쳤다.
- 게어 가링 (ゲア・ガリング, Gyre-Garing)

거대한 4장의 날개를 펼친 것 같은 위용을 자랑하는 오라 배틀 쉽. 크기로도 최대를 자랑하지만 전투력 그 자체는 비교적 낮다. 오라 머신 탑재량에 중점을 둔, 전함이라기보다 항공 모함으로서의 성격이 강한 함. 미국 해곤 항공대에 의한 자살 공격 (파일럿은 직전에 탈출하고 있다)으로 왼쪽 위의 날개가 파괴되거나, 고라온의 자살 공격으로 격침되는 등 박치기 공격의 피해가 가장 컸다.
- 그란 가란 (グラン・ガラン, Gran-Garan)

선체를 세 방향으로 돌출시킨, 다른 오라 배틀 쉽과는 꽤 정취가 다른 함으로, 배라기보다도 성을 연상시키는 우아한 용모를 가진 함. 정사면체를 구성하는 선체는 모든 방향으로 유효한 화력을 투사 할 수 있지만, 성능적으로는 분명하게 다른 세 함보다 한 단계 뒤떨어진다. 구조도 연약해서, 오라 쉽의 자살 공격에 함교 상부가 시원스럽게 붕괴되어 버렸다. 최후에는 윌 윕스에 자살 공격해서, 상갑판에 올라 타는 모양으로 같이 무너져 내렸다.
- 요르문간드 (리 나라 플레이스테이션 '성전사 단바인 성전사 전설')

각국이 오라 배틀 쉽을 건조한다는 소문을 듣고, 내정을 담당하던 신하 오웬이 성의 재산을 털어 건조한다.

#### '린의 날개'의 오라 배틀 쉽
- 아프로게네 (애니메이션 '린의 날개')
반란군의 구식 전함 길이 약 100메트
- 킨토키 (애니메이션 '린의 날개')
호죠 군의 신형함
- 렌잔, 진잔 (애니메이션 '린의 날개')
호죠군의 구형함
- 프가크 (애니메이션 '린의 날개')
호죠군 신형 기함 길이 약 360메트

## 탑재 무기
오라 캐넌
오라 머신에 탑재되는 대포다. 오라 쉽의 주포나 설치형의 대공포탑. 함선을 제외하면 레프러칸이나 빌바인 같은 대형 오라 배틀러, 오라 밤 탕기, 부부리이나 갈라바 같은 중량급의 기체에 밖에 탑재 예는 없고, 기구가 대규모인 비 휴대형 고정화기로서 다루어지고 있다.
극중에서는 활강포인 오라 샷과의 차이는 명확하지 않고, 혼동되는 경우가 자주 보인다.
포신의 길이에서 활강포인 오라 샷과 대비되어 강선포라고도 하고, 즈와쓰의 단포신 오라 캐넌이 이 설명에 맞지 않기 때문에, 오라 샷이 철갑탄, 오라 캐넌이 작렬탄을 발사한다는 설이 있고, 페이의 레프러칸이 지근거리에서의 직격으로도 다나 오시에 치명상을 주지 못한 것에서, 사실은 고라온의 오라 노바 포처럼 오라 기탄을 발사한다 (조종자의 오라력에 의해 위력이 증감한다)는 비 실체탄 설 등도 있지만, 제30화에 마벨 프로즌이 혈기로 날뛰는 쇼 자마의 빌바인에게 '등의 캐넌, 벌써 탄이 다 떨어지지 않았어?'라고 책망하는 사실로 볼 때 이는 믿기 어렵다. 구조나 사양에 대해서는 여러 설이 분분하다.
플레임 밤 (화염포)
다른 이름으로, 화염포로도 호칭되는 점성이 높은 석유를 이용한 네이팜 런쳐. 연료를 압축 점화해서 발사하는 바이스톤 웰 최초의 화기라고 일컬어진다 (반다이 간행 '오라 배틀러대사전'에서). 화구 상태의 탄알은 명중하면 파열되어서 넓은 범위를 전부 태워버리는 소이탄으로서 지상폭격에 절대적인 위력을 발휘하고, 생체조직을 채용한 오라 머신에게도 유효한 피해를 줄 수 있다.
후에 개발된 오라 샷이나 미사일 런쳐에 비교하면 사정거리가 짧고 (300메트 정도), 탄도도 불안정해서 정확함에는 뒤떨어지지만, 화기 장비 위치가 비교적 제약을 받지 않는다 (탄약이 되는 연료는 파이프로 화염포로 보내면 되므로, 동체나 어깨에 탱크를 설치할 수 있는 동시에, 다연장화도 용이)는 장점 때문에, 신형화기 등장 후에도 제1선에서 계속 사용되었다.
말기의 드레이크 군에서는 3기의 화염포를 모아서 거대 화구를 만드는 '트리오 컴비네이션'이라는 새 전법이 고안되어 (위력과 사정도 배증된다), 이것에 의해 니 기븐을 비롯한 많은 사람이 목숨을 잃었다.
오라 샷
플레임 밤보다도 사정거리를 늘리는 것을 목표로 해서 개발된 오라 머신 용 사격 무기다. 발사에 화약을 이용한 대포로, 드레이크 군의 시제 오라 배틀러 단바인이 휴대하는 신병기로서 등장했다.
단바인이 이용한 것이 병렬 4연장 오라 샷이다. 약협을 채용한 탄창식이어서 예비 탄창이 있는 한, 탄창을 교체하면 몇 번이라도 발사 가능한 타입으로, 방송 오프닝에 보이듯이 동시 제사 (엄밀하게는 미세하게 간격을 둔 버스트)도 가능했다. 이 4연장형은, 모양은 약간 다르지만 비란비 용으로도 준비되어 있었으나, 극 중에서는 한 번도 사용하지 않았다.
이외에 레프러칸에 장비된 단장형, 갈라바에 채용된 3연장형, 성의 포병이 조작한 4연장 지상 설치형 (횃불로 화문에 점화한다) 등이 있다.
작중에서는 각종 화기를 구별하기가 쉽지 않고, 대사나 연출에서 오라 샷과 미사일 런처의 혼동이나 혼란이 보이지만, 전자는 화약의 작렬로 탄알을 날리는 활강포, 후자는 자기 추진식의 무 유도 로켓탄 발사기로, 발사 원리가 완전히 다르다.
오라 소드
오라 배틀러가 사용하는 근접전투용 검. 기본적인 형상은 브로드 소드같은 직도이지만, 기종에 따라 곡도 모양이나 낫 모양, 또는 단검 모양도 존재한다. 도신은 예리하지 않아서, '벤다'라기 보다는 검 자체의 무게를 이용해서 '때려 부순다'는 식으로 사용하는 경우가 꽤 있다. (다만, 이야기의 연출 상, 와이어를 절단하는 등의 예리함을 강조하는 묘사와 검을 던지는 특수한 사용법도 보인다.) 또한, 일부 신형 기종에는 검에 탑승자의 오라력을 집중시켜 위력을 증가시키는 기능이 탑재되어 있다.
오라 소드 라이플
나 나라에서 개발된 신예기 빌바인 밖에 사용하지 않는 라이플 형태의 휴대 화기로, 2연장 오라 샷에 의한 원거리 공격과 오라력을 모은 빔 모양의 에너지 칼날에 의한 근접 공격이라는 2가지 기능을 겸비한 신무기다. 오라 샷은 화약을 사용하는 실체탄을 쏘는 사격 무기지만, 단바인 같이 매거진 (탄창) 식이 아니기 때문에 탄수에는 제한이 있다. 또한, 개머리판을 접음으로써 형성되는 에너지 칼날은, 오라력을 다이렉트로 도신으로 바꾸기 때문에, 위력 자체는 높지만 적의 칼을 총신으로 받아내기에는 약하다는 결점도 있다. 게다가, 제35화에서 즈와쓰와의 전투 때는, 검끼리 부딛칠 때 에너지 칼날이 '잘려 버리는' 묘사가 있어, 이 무장이 다른 애니메이션 작품에 등장하는 속칭 '빔 사벨'과는 다른 무기인 것을 알 수 있다 (다만, 극 중에서는 그냥 '빔 소드'라고 불리고 있다.)
오라 벌컨
오라 머신에 장비되는 연사식 사격 무기. 오라 캐넌 등에 비교하면 사거리, 위력 모두 낮은 보조 무장적인 화기지만, 비교적 소형이므로 기체 용적을 압박하지 않는 장소 (머리와 컨버터 위, 플레임 밤 암 건의 끝부분 등)에 설치 가능한 것이 메리트이다. 그 때문에 많은 오라 머신에 근접전용 화기로서 채용되어 있다.
또한, 본 작품에는 기관총도 존재하지만 오라 벌컨과의 차이는 명확하지 않기 때문에, 일설에는 실체탄을 사용하는 기관총과 대비시켜, 오라 벌컨은 빌바인의 오라 소드 라이플과 마찬가지로 비 실체탄 (오라 기탄)을 쏘는 무기인 것은 아닌가 하는 이야기가 있지만 (근거로서 기관총과 오라 샷에서 보이는 탄피 배출이 없고, 부부리이와 포우, 그리고 함선류가 장비하는 기관총이 오라 벌컨보다도 사거리가 길고, 위력도 높은 대형 화기인 점이 거론된다), 이것은 추측의 영역을 벗어나지 않는다.
오라 란쳐
오라 배틀러 용으로 개발된 후대용 미사일 란쳐. 극 중에서 확인 가능한 것은 비란비, 바스톨이 사용한 5연장인 것으로, 다른 타입의 존재 여부는 불명.

## 같이 보기
- 성전사 단바인
- 바이스톤 웰